# Midlands (Anglaterra)
|  | Aquest article tracta sobre la zona territorial anglesa. Vegeu-ne altres significats a «Midlands». |

Les Midlands (literalment, en català, les Terres Mitjanes) és el nom amb què es coneix l'àrea de l'actual Anglaterra que, aproximadament, es correspon amb l'ocupada pel Regne de Mèrcia a la primerenca Edat Mitjana.
L'àrea queda compresa entre Anglaterra meridional, septentrional, Ànglia de l'Est i Gal·les. La ciutat més poblada és Birmingham.
Les Midlands es divideixen entre les Midlands de l'Est i les Midlands de l'Oest.
La zona va tenir una especial importància durant la Revolució industrial del segle xviii i segle xix.